# Förlösa församling
Förlösa församling var en församling inom Norra Möre kontrakt i Växjö stift inom Svenska kyrkan, i Kalmar kommun. Församlingen uppgick 1998 i Förlösa-Kläckeberga församling.
Församlingskyrka var Förlösa kyrka.

## Administrativ historik
Församlingen har medeltida ursprung med en kyrka från 1200-talet.
1656 utbröts ur denna församling delar av Kristvalla församling. Församlingen utgjorde ett eget pastorat till 1962 då den bildade pastorat med Åby församling. 1977 bildade den pastorat med Kläckeberga församling. 1 januari 1998 uppgick församlingen i Förlösa-Kläckeberga församling.
Församlingskod var 088007.

## Series pastorum
| Ämbetstid              | Namn                                      | Levnadstid             |
| (1525)–(1543)          | Nicolaus Petri Öning                      |                        |
| 1546–(1549)            | Jöran Bertholdi                           |                        |
| (1555)–1557            | Anders                                    |                        |
| 1558–1563              | Petrus Arvidi                             | d. 1603                |
| 1565–1571              | Jonas Gunnari                             | d. 1611                |
| 1576–1585              | Nicolaus Petri Gothus Grubb               | 1554–1594              |
| 1585–1586              | Ericus Andreae                            | d. 1598                |
| 1586–1604              | Eschillus Haquini                         | d. 1604 eller 1605     |
| (1605)–1614            | Petrus Eschilli                           | d. 1651                |
| 1614–1655              | Olaus Petri                               | 1581–1655              |
| 1656–1666              | Andreas Olai Ahlebeckius                  | d. 1666                |
| 1666–1675              | Suno Petri Glandius                       | d. 1675                |
| 1677–1685              | Israel Olai Leimontinus                   | 1621–1697              |
| 1685–1696              | Olaus Juncaeus                            | d. 1696                |
| 1696–1706              | Richard Nicolai Glaciander                | d. 1706                |
| 1707–1714              | Olaus Gresilius                           | 1666–1716              |
| 1714–1733              | Lars Segrelius                            | 1679–1742              |
| 1733–1744              | Olaus Cedergren                           | 1692–1744              |
| 1744–1751              | Lars Segrelius                            | 1713–1751              |
| 1753–1773              | Anders Fornander                          | 1719–1773              |
| 1775–1785              | Peter Uddenberg                           | 1721–1801              |
| 1785–1823              | Daniel Segrelius                          | 1743–1823              |
| 1826–1828              | Christian Benjamin Ljungstedt             | 1771–1828              |
| 1832–1840              | Pehr Hultén                               | 1780–1847              |
| 1840–1845              | Pehr Wisén                                | 1786–1867              |
| 1845–1855              | Pehr Runbäck                              | 1794–1872              |
| 1855–1867              | Olaus Åberg                               | 1798–1867              |
| 1870–1888              | Bror Uno Pehr Jacob Alexander Hummerhielm | 1818–1888              |
| 1892–1900              | Johannes Sjöberg                          | 1832–1900              |
| 1902–1931              | Gustaf Rudolf Stéenhoff                   | 1847–1931              |
| 1932–(åtminstone 1947) | Erik Waldemar Wallin                      | 1898–(åtminstone 1947) |

## Klockare och organister
| Period    | Namn             | Levnadstid | Övrigt                                 |
| --------- | ---------------- | ---------- | -------------------------------------- |
| 1715–1719 | Jonas Persson    |            | Klockare.                              |
| 1725      | Olof Danielsson  |            | Klockare.                              |
| 1729–1731 | Jöns Ringbult    |            | Klockare.                              |
| 1734–1750 | Jöns Olsson      |            | Klockare.                              |
| 1786–1812 | Anders Larsson   | 1737–1812  | Klockare.                              |
| 1813–1837 | Peter Askegren   | 1786–1837  | Klockare.                              |
| 1838–1879 | Olof Hultqvist   | 1812–1879  | Klockare, kantor och organist.         |
| 1879–1888 | Nils Peter Alexi | 1858–      | Klockare, organist och folkskollärare. |